# 安冨信哉
安冨信哉（やすとみ しんや、1944年2月19日-2017年3月31日）は、真宗大谷派の僧侶、真宗学を専攻する仏教学者。文学博士。大谷大学名誉教授。真宗大谷派三条教区第22組虎丸山光濟寺前住職 。真宗大谷派教学研究所所長。真宗大谷派董理院董理。真宗大谷派講師。東方仏教徒協会（EBS）事務局長。

## 生涯
新潟県村上市生まれ。1967年早稲田大学第一文学部英文科卒｡ 1978年大谷大学大学院博士課程真宗学専攻単位取得。大谷大学文学部助手、講師、助教授、教授、2000年文学研究科長、2014年定年退任、名誉教授。
1998年「宗教的「個」の思想」で大谷大学文学博士。20世紀中は安富の表記を用いた。

## 著書
- 『『教行信証』への序論 総序を読む』真宗大谷派宗務所教育部編 真宗大谷派宗務所出版部 1999
- 『清沢満之と個の思想』法藏館 1999
- 『『選択本願念仏集』私記』真宗大谷派宗務所教育部編 真宗大谷派宗務所出版部 2003
- 『親鸞・信の構造』法藏館 2004
- 『真実信の開顕 『教行信証』「信巻」講究 二〇〇七年安居本講』真宗大谷派宗務所出版部 2007
- 『『唯信鈔』講義』大法輪閣 2007
- 『帰依三宝 仏教徒の大切なよりどころ』真宗大谷派宗務所出版部 東本願寺伝道ブックス 2010
- 『シリーズ親鸞 第9巻 近代日本と親鸞 信の再生』筑摩書房 2010／真宗大谷派・真宗文庫 2018
- 『親鸞・信の教相』法蔵館 2012
- 『真宗僧伽論　正信偈をとおして』 真宗大谷派宗務所出版部 2018
- 『現代思想としての清沢満之』安冨信哉先生三回忌の集い実行委員会編 法藏館 2019

### 共編
- 『清沢満之 その人と思想』藤田正勝共編 法藏館 2002
- 『清沢満之集』編 山本伸裕校注 岩波文庫 2012

### 記念論文集
- 『仏教的伝統と人間の生 親鸞思想研究への視座』安冨信哉博士古稀記念論集刊行会編 法藏館 2014

## 論文
- <安富伸哉
- <安冨信哉